# Killzone: Shadow Fall
Killzone: Shadow Fall är det femte spelet i Killzone-serien, skapat av Guerrilla Games, för Playstation 4 och lanseras i november 2013 som lanseringstitel för konsolen.

## Handling
Spelet utspelar sig runt 30 år efter händelserna i Killzone 3 och kretsar kring fraktionerna Vektan och Helghast som bor i en stor stad som delas av en säkerhetsvägg. Helghast kämpar för sin rätt att existera, medan Vektans kämpar för sin överlevnad.